# Dyckia macropoda
Dyckia macropoda är en gräsväxtart som beskrevs av Lyman Bradford Smith. Dyckia macropoda ingår i släktet Dyckia och familjen Bromeliaceae. Inga underarter finns listade i Catalogue of Life.